# لومیس (کالیفرنیا)
لومیس (به انگلیسی: Loomis) شهری در شهرستان پلاسر، کالیفرنیا ایالت کالیفرنیا است که در سرشماری سال ۲۰۱۰ میلادی، ۶۴۳۰ نفر جمعیت داشته است.